# Heteropoda minahassae
Heteropoda minahassae is een spinnensoort uit de familie van de jachtkrabspinnen (Sparassidae).
De wetenschappelijke naam van de soort werd in 1911 gepubliceerd door P. Merian.